# Pauline Freslon
Pauline Freslon, née le 11 mai 1995, est une kayakiste française pratiquant la descente. Originaire du Mans où elle découvre le canoë et le kayak grâce à son père moniteur au canoë-kayak Club du Mans. Actuellement à l'Entente Sportive Anjou Canoë-kayak (ESACK), elle intègre l'équipe de France de descente de rivières en 2021 après sa dernière sélection en U23 en 2018.
Comptant parmi les meilleures kayakistes internationales de sa discipline, Pauline s'oriente aussi vers une autre discipline de la Fédération française de canoë-kayak, la course en ligne, afin de représenter la France lors des Jeux olympiques de Paris 2024 et Los Angeles 2028.

## Carrière
Elle remporte trois médailles d'or aux  Championnats d'Europe de descente de canoë-kayak en 2021, en K1 sprint individuel et par équipe ainsi qu'en K1 classique par équipe.

## Palmarès

### Championnats du monde
- Championnats du monde de descente 2021
  -  Médaille de bronze en K1 par équipe.

### Championnats d'Europe
- Championnats d'Europe de descente 2021
  -  Médaille d'or en K1 sprint.
  -  Médaille d'or en K1 classique par équipe.
  -  Médaille d'or en K1 sprint par équipe.
  - 4e en K1 classique.